# Hampus Skoglund
Hampus Skoglund, né le 1er mars 2004 à Täby en Suède, est un footballeur suédois qui évolue au poste d'arrière droit à l'Hammarby IF.

## Biographie

### En club
Né à Täby en Suède, Hampus Skoglund est formé par l'IK Frej, où il joue jusqu'à l'âge de 17 ans avant de rejoindre l'équipe des moins de 17 ans de l'Hammarby IF. Il commence à jouer en professionnel avec l'équipe réserve du club, Hammarby Talang FF (en), en 2023. Il joue son premier match le 13 août 2023 contre l'IF Karlstad Fotboll (en), en championnat. Il est titularisé et les deux équipes se neutralisent (1-1 score final).
Le 15 mars 2024 il signe un nouveau contrat avec l'Hammarby IF, le liant au club jusqu'en décembre 2027.
En janvier 2025, Skoglund est approché par le RC Lens, mais l'offre des Sang et Or est rejetée par le club suédois.

### En sélection
En mai 2024, Hampus Skoglund est convoqué pour la première fois avec l'équipe de Suède espoirs par le sélectionneur Daniel Bäckström. Il joue son premier match avec les espoirs le 7 juin 2024, à l'occasion d'un match amical face à l'Angleterre. Il entre en jeu à la place d'Otto Rosengren et son équipe est battue par deux buts à un.
Skoglund marque son premier but avec les espoirs le 14 novembre 2024 lors d'un match amical contre l'Irlande. Titulaire, il participe à la victoire de son équipe par deux buts à zéro.